# Ben Levin
Benjamin „Ben“ Levin (* 5. Dezember 1987 in New York City, New York) ist ein US-amerikanischer Schauspieler und Synchronsprecher. Er begann Anfang der 2000er Jahre seine Schauspiellaufbahn als Kinderdarsteller und wurde einem breiten Publikum durch seine Rollen in den Fernsehserien Jung und Leidenschaftlich – Wie das Leben so spielt und Legacies bekannt.

## Leben
Levin wurde am 5. Dezember 1987 in New York City geboren. Er war ab 2003 Schüler an der Fiorello H. LaGuardia High School of Music & Art and Performing Arts. Später besuchte er die Tisch School of the Arts, die er im Mai 2009 erfolgreich abschloss.
Er debütierte 2002 in dem Spielfilm Club der Cäsaren als Schauspieler. 2010 übernahm er in insgesamt 40 Episoden der Fernsehserie Jung und Leidenschaftlich – Wie das Leben so spielt die Rolle des Gabriel Caras. 2015 spielte er in dem Musikvideo zum Lied Til It Happens to You der Sängerin Lady Gaga mit. Im selben Jahr übernahm er eine Rolle in dem Katastrophenfilm Die Jupiter Apokalypse – Flucht in die Zukunft. Von 2018 bis 2022 verkörperte er die Rolle des Jed in der Fernsehserie Legacies. Seit 2022 ist er in der Fernsehserie Kung Fu als Bo Han „The Harvester“ zu sehen.
Als Synchronsprecher war Levin unter anderen in den Computerspielen Bully und Starfield sowie seit 2023 in den Zeichentrickserien Praise Petey und Harley Quinn zu hören.

## Filmografie (Auswahl)
- 2002: Club der Cäsaren (The Emperor’s Club)
- 2007: Mo
- 2008: Wherever You Are
- 2009: Blood Night: Die Legende von Mary Hatchet (Blood Night: The Legend of Mary Hatchet)
- 2009: Alles Betty! (Ugly Betty, Fernsehserie, Episode 4x06)
- 2010: Jung und Leidenschaftlich – Wie das Leben so spielt (As the World Turns, Fernsehserie, 40 Episoden)
- 2011: Our Idiot Brother
- 2011: The Big C (Fernsehserie, Episode 2x06)
- 2012: Sleepwalk with Me
- 2012: 30 Beats
- 2013: Zugelassen – Gib der Liebe eine Chance (Admission)
- 2014: #selfiesanonymous (Kurzfilm)
- 2014: Hazmat (Kurzfilm)
- 2014: Rosie (Kurzfilm)
- 2015: Die Jupiter Apokalypse – Flucht in die Zukunft (Earthfall, Fernsehfilm)
- 2015: Kevin from Work (Fernsehserie, Episode 1x03)
- 2015: Merry Kissmas (Fernsehfilm)
- 2016: Die Bestimmung – Allegiant (The Divergent Series: Allegiant)
- 2016: Colony (Fernsehserie, Episode 1x09)
- 2016: Dealing with Dana (Kurzfilm)
- 2016: Up State (Kurzfilm)
- 2017: Echelon (Kurzfilm)
- 2017: Dimension 404 (Fernsehserie, Episode 1x02)
- 2017: Time After Time (Fernsehserie, 3 Episoden)
- 2017: Mission Control (Fernsehfilm)
- 2018: Love (Fernsehserie, 2 Episoden)
- 2018: Arrested Development (Fernsehserie, 2 Episoden)
- 2018: Bianca (Kurzfilm)
- 2018–2022: Legacies (Fernsehserie, 49 Episoden)
- 2019: Test Pattern
- 2019: Der Denver-Clan (Dynasty, Fernsehserie, Episode 3x01)
- 2019: Turkey Drop (Fernsehfilm)
- seit 2022: Kung Fu (Fernsehserie)
- 2023: The Rookie (Fernsehserie, Episode 5x21)

## Synchronsprecher (Auswahl)
- 2006: Bully (Computerspiel)
- 2023: Starfield (Computerspiel)
- seit 2023: Praise Petey (Zeichentrickserie)
- seit 2023: Harley Quinn (Zeichentrickserie)